# Corralillo
Corralillo – miasto na Kubie, w prowincji Villa Clara. W 2004 r. miasto to zamieszkiwało 27 571 osób.